# Верховские княжества

Верховские княжества в конце XIV — начале XV века

Верхо́вские или Верхнео́кские княжества — русские удельные княжества в верховьях реки Оки, которые возникли в XII—XIII веках как уделы Черниговского княжества.
Согласно традиционной версии, восходящей к родословным XVI века — с 1246 года под властью младших сыновей Михаила Всеволодовича и их потомков. Согласно современным исследованиям, в Козельске могла оставаться линия Мстислава Святославича, дяди Михаила, в Карачеве и Козельске могли править родственники вщижских и брянских князей, а в Новосиле и Тарусе — потомки курских и трубчевских.

## Ранняя история (до XIII века)
Восточнославянский племенной союз вятичи был подчинён киевскими князьями позже всех других (во 2-й пол. XI века) и упоминается в летописях дольше всех других (вплоть до 1197 года). Земли на верхней Оке находились под властью черниговских князей. Многие города региона впервые упоминаются в середине XII века в связи с борьбой Святослава Ольговича против Изяслава Мстиславича и двоюродных братьев Давыдовичей черниговских.
Черниговские князья, переходя на киевское княжение (1139, 1157, 1176, 1206), стремились сохранить за собой либо сам Чернигов, либо восточные земли Черниговского княжества через своих младших родственников. Сыновья Святослава и Ярослава Всеволодовичей локализуются летописями и историками следующим образом: Олег Святославич — Стародуб (с 1204/1246 года также Новгород-Северский), Владимир Святославич — Вщиж, Глеб Святославич в разное время владел киевскими «пригородами» (Каневом, Белгородом), Мстислав Святославич— Козельск, Ярославичи — Сновск. Хронологически первым относящимся к верхнеокскому региону уделом был козельский. Он упомянут в связи с битвой на Калке (1223), но мог быть получен Мстиславом ещё при жизни отца. Другие княжеские центры на верхней Оке впервые упоминаются намного позже 1246 года: Карачев в 1310 и затем в 1377 годах, Новосиль — в 1326, Оболенск — в 1368, Одоев — 1376, Таруса — 1392.

## Происхождение верховских князей
Согласно традиционной версии, у Михаила Всеволодовича было 5 сыновей, однако лишь один из них — Ростислав — упоминается в летописях, но при этом не упоминается в родословных верховских князей, составленных в XVI веке. При этом Роман Старый не мог быть сыном Михаила по династическим и церковным канонам. Также из родословцев известны Мстислав Карачевский, Семён Глуховский и Юрий Тарусский, сыновья которых согласно родословцам действовали во 2-й половине XIV века, тогда как в среднем за этот промежуток должно было смениться 4-5 поколений.
В связи с отсутствием (либо утратой) летописания в уделах бывшего Черниговского княжества, сведения о них крайне обрывочны и происходят из летописей крупных соседних государств (Московского и Литовского). Существование и названия ряда верхнеокских уделов (мышецкого, волконского и т. п.) восстанавливаются исключительно по фамилиям княжеских родов, которые в конце XVI либо в XVII веке заявили о принадлежности к числу потомков святого Михаила Черниговского. При этом удельные князья, показанные в составленных ими тогда родословных росписях, зачастую больше не фигурируют ни в каких исторических источниках. Уже Николай Баумгартен высказал сомнение в достоверности родословных справок, предположив, что часть верхнеокских князей могла происходить не от Михаила (в силу канонизации единственного черниговского правителя, чьё имя было известно книжникам XVII века), а от других Ольговичей (его кузенов), которые в изобилии упоминаются летописями. Исходя из родословцев все эти многочисленные княжичи (включая внуков Игоря Святославича) не оставили потомства, а все последующие Ольговичи происходят исключительно от Михаила. Тем не менее в силу «престижа» происхождения от святого Михаила родословные XVII века принято некритически воспроизводить и в современных изданиях, когда достраиваются несколько поколений между Михаилом и его предполагаемыми потомками. Современные исследователи сдвигают годы жизни родоначальников упомянутых княжеских ветвей вперёд, тем самым отделяя их от Михаила Всеволодовича, при этом допуская, что среди их возможных отцов мог быть какой-то другой Михаил.

### Карачевское и Козельское княжества
Мстислав Карачевский упомянут во Введенском синодике рядом с новгород-северскими князьями Давыдовичами. Карачев как княжеский центр впервые упомянут в поздней Никоновской летописи под 1310 годом (убийство князя Святослава Мстиславича Василием Брянским).
Однако, историки обратили внимание, что в более надёжных источниках Карачев как княжеский центр впервые упомянут лишь в 1383 году,  а Козельск стал таковым между 1167 и 1201 годами. Кроме того, козельские князья были наделены титулом карачевских только в поздних родословных. И не Козельск относился к Карачевскому княжеству, а, напротив, Карачев стал владением козельских князей. Если с нашествием козельская ветвь князей не пресеклась, то к ней, вероятнее всего, относился и черниговский князь рубежа XIII/XIV веков Михаил Дмитриевич. С другой стороны, Квашнин-Самарин Н. Д. и отчасти Войтович Л. В. обратили внимание на то, что княжение в 1238 году в Козельске юного Василия могло означать, что у него отсутствовали к тому моменту старшие родственники, и Мстиславичи Дмитрий, Андрей, Иван и Гавриил (Войтович Л. В. называет только Андрея) могли быть сыновьями Мстислава Глебовича. В этом случае Михаил Дмитриевич не имел отношения к Козельскому княжеству.
Потомками данной ветви стали Мосальские, Болховские, Хотетовские, Елецкие, Пузына, Огинские (?).

### Звенигородское княжество
Летописи знают козельского князя Андрея Мстиславича, убитого в 1339 своим племянником, и Адриана Титовича, сына действовавшего в 1365 году Тита, отчество которого в летописях не упомянуто. Историки отождествляют Адриана с Андреем. Только позже, в родословных, Андрей был наделён титулом звенигородского и карачевского князя (а Тит — карачевского).
Относительно Звенигорода (2-я пол. XIV века), считающегося уделом Карачевского княжества, историки разошлись во мнениях, идёт ли речь о верхнеокском (традиционная версия), северском или подмосковном  городе. В частности, Зотов Р. В. указывает на владение звенигородскими князьями под Звенигородом-Московским сёлами как на признак их местного (но тем не менее чернигово-северского) происхождения; владения черниговских князей доходили до этих пределов: в частности, Семён (князь новосильский) в середине XIV века продал Москве волость Заберег в верховьях Протвы. Версия о расположении Звенигорода в бассейне Десны сочетается с версией происхождения звенигородских князей не от козельских или карачевских, а от новосильских. Спасское городище, обычно ассоциируемое со Звенигородом, могло соответствовать городу Спашь (см. ниже).

### Новосильское княжество
Что касается новосильских князей, то историки, привлекая Любецкий синодик, реконструировали два поколения князей между Семёном глуховским (гипотетическим сыном Михаила черниговского из родословий) и Иваном и Романом новосильскими конца XIV века: либо через убитого в 1326 году в Орде Александра новосильского и его сына Семёна, либо через упомянутого перед ним в синодике Михаила глуховского и его сына Семёна. Однако территориально Глуховское княжество никогда не имело сообщения с Новосильским: до середины XIII века оно относилось в Новгород-Северскому княжеству, затем к Брянскому, и историки уже с середины XIV века говорят о его распаде на две части. В 1376 году Роман новосильский после очередного набега Мамая перенёс столицу княжества севернее, в Одоев.
Потомками этой ветви были Белёвские, Воротынские, Одоевские (от трёх сыновей Романа Семёновича).

### Тарусское и Оболенское княжества
Что касается Тарусского княжества, то историки говорят о распаде к середине XIV века и его на две части либо о переходе главенствующего положения от Тарусы к Оболенску. В 1368 году погиб при противодействии походу Ольгерда на Москву Константин Оболенский. Таруса впервые упомянута лишь в связи с куплей Василием Дмитриевичем московским ярлыка на неё у Тохтамыша в 1392 году. В летописной повести о Куликовской битве (1380) под Фёдором тарусским может подразумеваться его потомок, погибший в сражении с татарами под Белёвым в 1437, а на Куликовом поле погиб, согласно Елецкому и Северскому синодикам, Фёдор Андреевич звенигородский, литовский вассал, до этого известный победой над татарами в 1377 году. Впоследствии Оболенские резко критиковали родословную Волконских, выводящих себя от сомнительного тарусского князя Ивана Толстой Головы, считающегося Волконским несмотря на то, что его предположительные потомки (сыновья участника Куликовской битвы Фёдора тарусского) пришли на Волкону только в 1-й половине XV века. Они же считаются Конинскими князьями, а потомки Ивана-Мстислава — Спажскими, но после того, как в обоих уделах «захудали и извелись от войн татарских» потомки Семёна Юрьевича. Безносюк С. Н. считает Фёдора и Ивана-Мстислава Семёновичами, Зотов Р. В. — родными братьями Константина (Ивановичами), а составители БРЭ — также родными братьями Константина (Юрьевичами).
Генетические исследования потомков Юрия (князей Оболенских, Волконских, Долгоруковых и Барятинских), проведённые в XXI веке, показали, что у них по крайней мере действительно был общий предок, который принадлежал к гаплогруппе R-L260. При этом они по мужской линии не происходят от того же предка, что и протестированные Мономашичи, а также Пузына и Мосальские, у которых скандинавский гаплотип гаплогруппы N-L550.

### Верховские князья (XIII—XIV вв) в историографии
- Олег Святославич (1115)
  - Всеволод Ольгович (1146)
    - Святослав Всеволодович (князь киевский) (1194)
      - Всеволод Чермный (1212)
        - Михаил Всеволодович (1246†)
          - Семён Глуховский?
            - Михаил (князь глуховский)
              - Семён

            - Александр Новосильский (1326†)
              - Семён
                - Иван Семёнович (князь новосильский)
                - Роман Семёнович
                  - Василий Романович
                  - Лев Романович
                  - Юрий Романович Чёрный'

              - Сергей

          - Юрий Тарусский?
            -  ?
              - Юрий?
                - Константин (князь оболенский) (1368†)
                  - Семён Константинович
                  - Иван Константинович
                  - Андрей Константинович

                - Иван Толстая Голова?
                  - Фёдор Иванович (князь тарусский)
                  - Мстислав Иванович (князь тарусский)

                - Семён
                  - Дмитрий

      - Мстислав Святославич (князь черниговский) (1223†)
        - Дмитрий Мстиславич (1223†)
          - Михаил Дмитриевич
            - Мстислав Карачевский (64ВС)?
              - Тит Мстиславич
                - Святослав Титович
                - Иван Титович

              - Святослав Мстиславич (князь карачевский) (1310†)
              - Пантелеймон Мстиславич
                - Василий

              - Андрей Мстиславич (князь звенигородский) (1339†)
                - Фёдор Андреевич (князь звенигородский)
                  - Александр Фёдорович (князь звенигородский)

        - Андрей Мстиславич (черниговский князь)? (1245†)?
        - Иван
          - Василий (князь козельский) (1238†)

## Между Москвой и Литвой

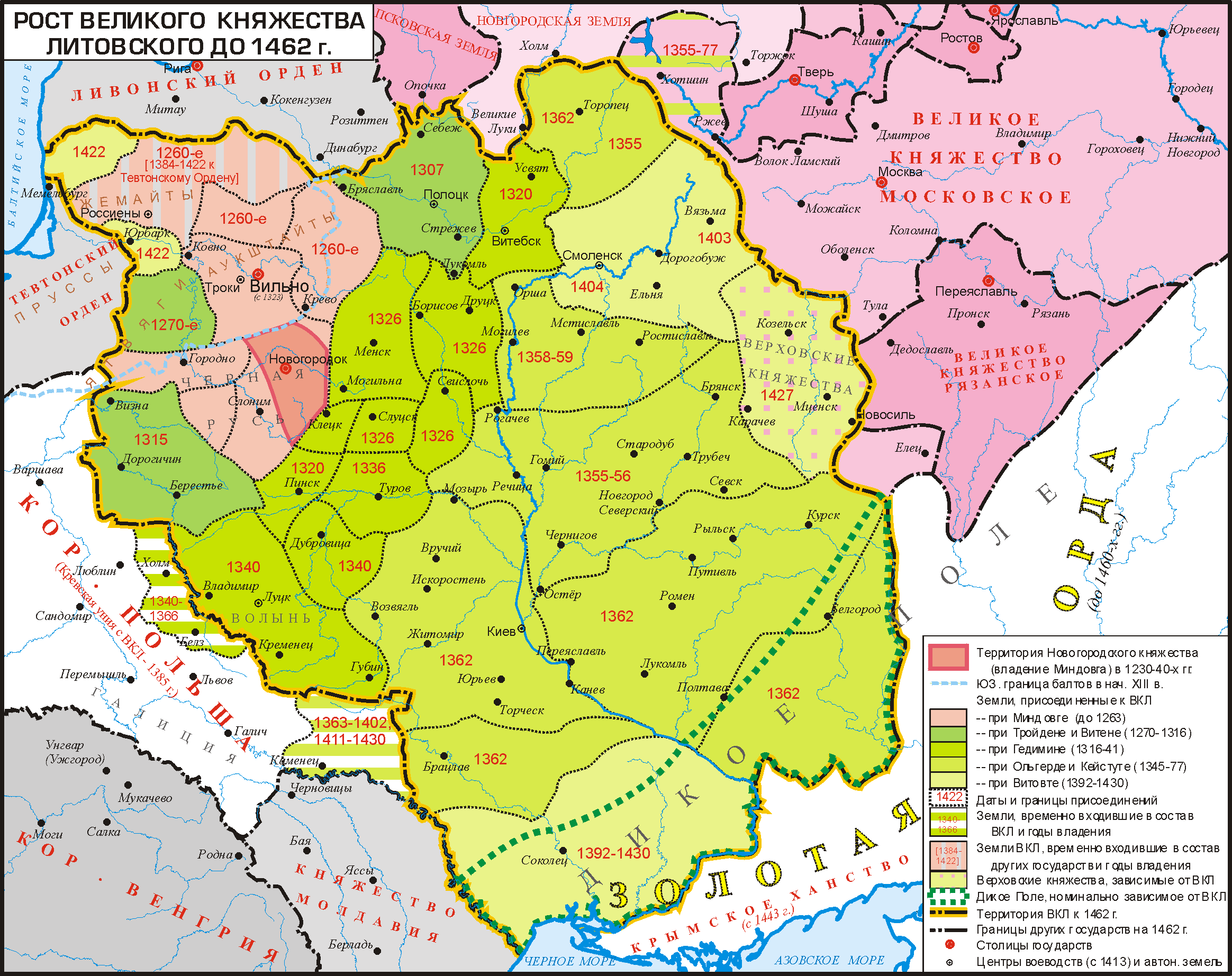
Верховские княжества в московско-литовском приграничье

С распространением власти Великого княжества Литовского (ВКЛ) на Брянское княжество (1357), князья которого обычно владели и титулом великих князей черниговских, верховские княжества стали испытывать на себе влияние Москвы и Литвы, а к концу XIV века и Рязани. В 1375—1380 годах действовали в союзе с Московским княжеством в походе на Тверь и в Куликовской битве. Но уже в начале XV века также попали в зависимость от Великого княжества Литовского, которому выплачивали так называемое «полетнее» (то есть ежегодную дань).
Часть этих княжеств полностью попала под власть Великого княжества Литовского и потеряла независимость, но некоторые полностью сохранили внутреннюю автономию и свои правящие династии даже после вхождения в его состав. Так во второй половине XV века Воротынское, Одоевское и Белёвское княжества хотя и находились под литовской юрисдикцией, но великий князь Литовский Казимир не вмешивался в их внутренние дела и только иногда требовал участия в военных действиях.
Каждое княжество делилось между наследниками-братьями на части («дольницы»). Успехи великого князя Московского Ивана III  в борьбе с Ордой способствовали «отъездам» верховских князей на московскую службу, что привело к Пограничной войне 1487—1494. В результате по договору 1494 года ВКЛ было вынуждено признать включение этих земель (кроме Карачева) в состав Русского государства.
Название «Верховские княжества» в исторической литературе прилагается ко всем бывшим черниговским уделам на верхней Оке, однако в источниках XV века верховскими называются только уделы распавшегося Новосильского княжества. Некоторые из их числа (Воротынское, Одоевское) сохранялись как уделы даже после включения в состав Русского царства вплоть до 1573 года.

## Список княжеств
- Козельское княжество (ок. 1167/1223—1445) — центр Козельск
  - Перемышльское княжество  — центр Перемышль-на-Оке.
- Карачевское княжество (до 1310 — после 1383) — центр Карачев
  - Мосальское княжество (ок. 1350—1494) — центр Мосальск (Масальск)
  - Болховское княжество — от прозвища первого князя Ивана Болха
  - Хотетовское княжество
- Елецкое княжество (? по другой версии, относилось к Курскому, а в XIV веке к Киевскому княжеству[17]) — центр Елец
- Звенигородское княжество (ок. 1340—1504) — центр Звенигород Северский
- Новосильское княжество (до 1326 — ок. 1425) — центр Новосиль, распалось на:
  - Белёвское княжество (ок. 1425—1558) — центр Белёв
  - Воротынское княжество (ок. 1425—1573) — центр Воротынск (Воротынеск)
  - Одоевское княжество (ок. 1425—1547) — центр Одоев
- Тарусское княжество (до 1392—после 1401/2) — центр Таруса
  - Волконское княжество (XIV—XV века) — центр Волкона (Волконск; в устье реки Волкона, притока Упы)[18]
  - Конинское княжество (XIV—XV века) — центр Конин [19]  (сейчас городище около села Спас-Конино и деревни Колюпаново на реке Крушма в 14 км от города Алексин)[18]
  - Мезецкое княжество (ок. 1360—1504) — центр Мезецк (Мещовск)
    - Барятинское княжество (ок. 1450—1504/9) — центр Борятин

  - Оболенское княжество (до 1368—1494) — центр Оболенск
  - Спажское княжество (XIV—XV века) — Спаш (сейчас городище около села Павшино в устье реки Рысня, притока Упы[18] либо Звенигород-на-Оке)